# Уилкс-Барре
Уилкс-Барре (англ. Wilkes-Barre) — город в Северо-Восточной Пенсильвании, США. Основанный в 1769 году, он приобрёл статус города в 1887-ом. По данным переписи населения 2020 года, население Уилкс-Барре составляет 44 328 человек.
Расположен в долине Вайоминг. Река Саскуэханна, протекающая через долину, определяет северо-западную границу города.

## История
Долина Вайоминг был обжита индейцами шауни и делаварами в начале 1700-х. В 1769 году первые европейцы под руководством Джона Дёрки появились здесь. Название города Уилкс-Барре произошло от фамилий двух британских парламентариев Джона Уилкса и Айзека Барре.

## Промышленность
Резкий рост численности населения города произошел в 1800-х, когда здесь обнаружили огромные залежи антрацита. Уилкс-Барре было дано прозвище Алмазный город (The Diamond City). Сотни тысяч иммигрантов стекались сюда в поисках рабочих мест.
В XX веке, в связи с переходом на другие источники энергии, промышленность города стала ослабевать. Большинство угольных шахт было закрыто в конце Второй мировой войны.

## Наводнения
Город серьёзно пострадал от тропического урагана Агнес в 1972 году. Циклон поднял уровень воды в реке Саскуэханна примерно на 41 фут. Было разрушено 25 тысяч домов и предприятий, несмотря на то, что ни один человек не погиб. Ущерб оценивался в 1 млрд. долларов США. Президент Ричард Никсон направил правительственную помощь в район бедствия.

## Население
| Год  | Численность | Численность |
| ---- | ----------- | ----------- |
| 1940 | 86 200      | [ 1 ]       |
| 1975 | 55 000      | [ 2 ]       |
| 1980 | 52 000      | [ 3 ]       |
| 2010 | 41 498      | [ 4 ] [ 5 ] |
| 2020 | 44 328      | [ 6 ]       |

## Известные жители
- Бернли, Бен — вокалист и гитарист, лидер известной постгранж группы «Breaking Benjamin».
- Бом, Дэвид — учёный, внесший вклад в квантовую физику, философию и нейропсихологию.
- Дженкинс, Флоренс Фостер — американская пианистка и певица (сопрано).
- Карен, Джеймс — американский актёр.
- Кетлин, Джордж — американский путешественник и живописец.
- Льюис, Эдвард — американский генетик, лауреат Нобелевской премии по физиологии и медицине 1995 года.
- Манкевич, Джозеф Лео — американский кинорежиссёр, обладатель «Оскаров» за фильмы «Письмо трём жёнам» и «Всё о Еве».
- Макдоннел, Мэри — американская актриса.
- Мургаш, Йозеф (1864—1929) — словацкий изобретатель, пионер в использовании беспроволочного телеграфа.
- Товт, Алексей Георгиевич — священник-миссионер Русской Православной Церкви, прославленный в лике святых Православной Церковью в Америке и Украинской Православной Церковью.
- Филлипс, Уильям — американский физик, лауреат Нобелевской премии по физике 1997 года.
- Рикки «Horror» Олсон — гитарист и бэк-вокалист группы Motionless in White

## Известные организации
- Русское православное кафолическое общество взаимопомощи (ROCMAS).